# Singer-songwriter
En singer-songwriter ('sanger-sangskriver') er en sanger, som selv skriver og komponerer de sange, som han eller hun optræder med. Formen vandt frem i 1960'erne og lægger vægt på autenticitet, integritet og personligt engagement i tekster og fremføring.
Singer-songwriter-stilen havde i 1960'erne fremtrædende repræsentanter som Bob Dylan og Joan Baez og blev videreført af Neil Young, Leonard Cohen, Randy Newman, James Taylor, Nick Drake, Joni Mitchell, Cat Stevens og mange flere. Senere kom bl.a. Michelle Shocked til, og i dag domineres genren af Ryan Adams, Josh Rouse, Damien Rice, Sufjan Stevens, Jason Mraz og andre.
Anne Linnet var en af de første danskere til at tage stilen op.